# Liste der Biografien/Schay
Liste der Biografien |
Portal Biografien |
Personensuche
# |
A |
B |
C |
D |
E |
F |
G |
H |
I |
J |
K |
L |
M |
N |
O |
P |
Q |
R |
S |
T |
U |
V |
W |
X |
Y |
Z |
?
 
Sa |
Sb |
Sc |
Sd |
Se |
Sf |
Sg |
Sh |
Si |
Sj |
Sk |
Sl |
Sm |
Sn |
So |
Sp |
Sq |
Sr |
Ss |
St |
Su |
Sv |
Sw |
Sy |
Sz
 
Sca–Sce |
Sch |
Sci–Scz
 
Scha |
Schc |
Schd |
Sche |
Schg |
Schi |
Schj |
Schk |
Schl |
Schm |
Schn |
Scho |
Schp |
Schr |
Schs |
Scht |
Schu |
Schv |
Schw |
Schy
 
Schaa |
Schab |
Schac |
Schad |
Schae |
Schaf |
Schag |
Schah |
Schai |
Schaj |
Schak |
Schal |
Scham |
Schan |
Schap |
Schaq |
Schar |
Schas |
Schat |
Schau |
Schav |
Schaw |
Schax |
Schay |
Schaz
Die Liste der Biografien führt alle Personen auf, die in der deutschsprachigen Wikipedia einen Artikel haben. Dieses ist eine Teilliste mit 7 Einträgen von Personen, deren Namen mit den Buchstaben „Schay“ beginnt.

## Schay
- Schay, Géza (1900–1991), ungarischer Chemiker
- Schay, Géza (* 1934), ungarischer Mathematiker

### Schaya
- Schayani, Isabel (* 1967), deutsch-iranische FernsehjournalistinIsabel Schayani (* 1967)

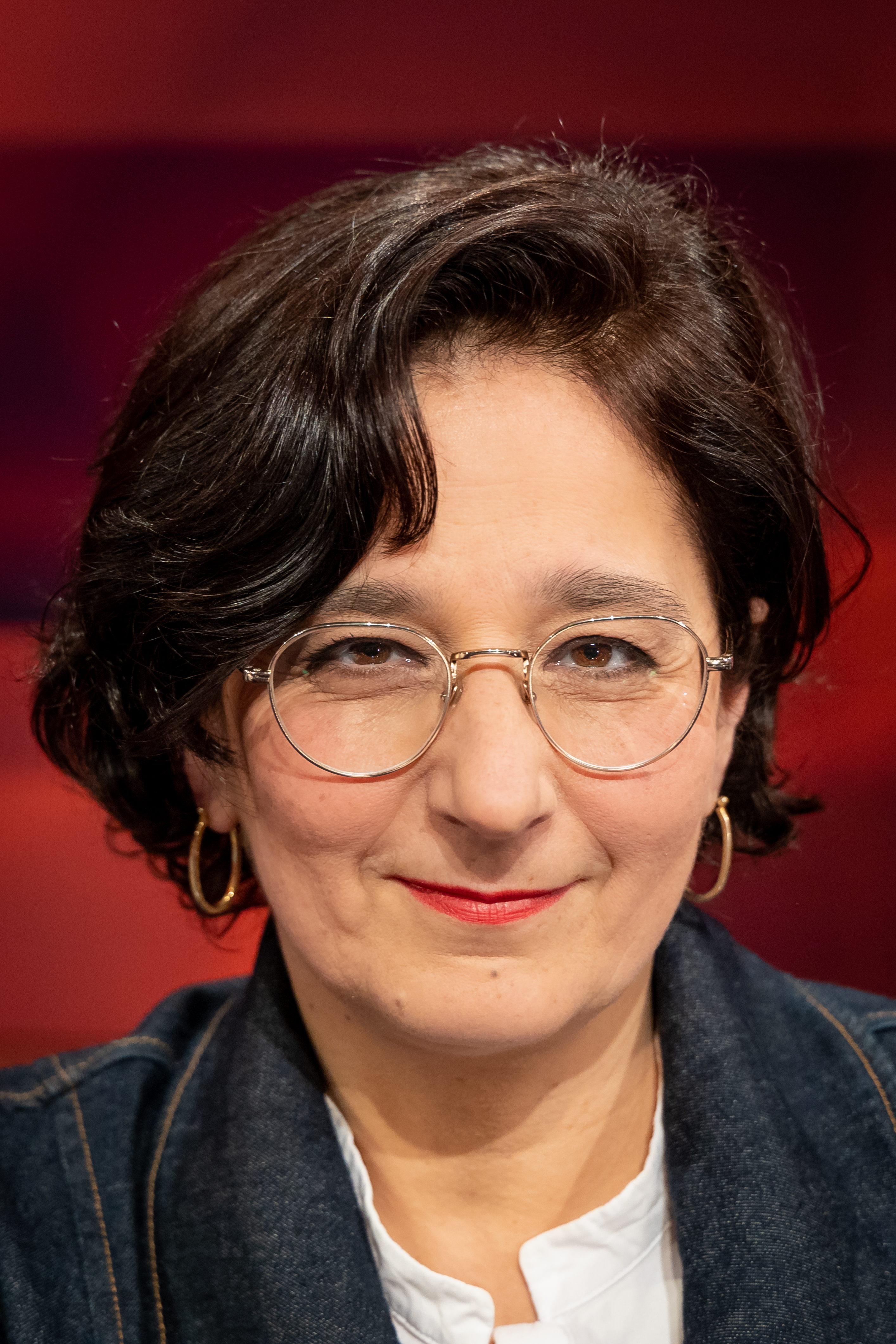
Isabel Schayani (* 1967)

### Schaye
- Schayegh, Leila (* 1975), Schweizer Violinistin der historischen Aufführungspraxis
- Schayer, Richard (1880–1956), US-amerikanischer Drehbuchautor
- Schayes, Danny (* 1959), US-amerikanischer Basketballspieler
- Schayes, Dolph (1928–2015), US-amerikanischer Basketballspieler